# 丸谷才一
丸谷 才一（まるや さいいち、1925年（大正14年）8月27日 - 2012年（平成24年）10月13日）は、日本の小説家、文芸評論家、翻訳家、随筆家。日本芸術院会員、文化功労者、文化勲章受章者。

## 紹介
主な小説作品に『笹まくら』『年の残り』『たった一人の反乱』『裏声で歌へ君が代』『女ざかり』など。文字遣いは、1966年から74年までを除いて、独自の歴史的仮名遣いを使用。日本文学の暗い私小説的な風土を批判し、軽快で知的な作品を書くことを目指した。評論・随筆も『忠臣蔵とは何か』『後鳥羽院』『文章読本』など長年にわたり多く刊行し、また英文学者としてジョイスの『ユリシーズ』の翻訳などにも携わった。座談や講演も多く行い「文壇三大音声」の一人と自負していた。

## 経歴

### 生い立ち
1925年、山形県鶴岡市馬場町乙三番地にて、開業医・丸谷熊次郎（1956年死去、74歳）とその妻・千（せん。1978年死去、85歳）との間に次男として誕生。1932年、鶴岡市立朝暘第一尋常小学校に入学、1938年、同小学校を卒業、旧制鶴岡中学校（現・山形県立鶴岡南高等学校）に入学、1943年、同中学校を卒業。中学在学中に勤労動員を体験して軍への嫌悪感を募らせる。当時の優等生は陸軍士官学校か海軍兵学校に進むことを期待されていたにも関わらず、校長の勧めを無視して上京して東京の城北予備校に1年間通学（1943年4月から1944年春）。予備校時代に作家の安岡章太郎と知り合う。1944年、旧制新潟高等学校文科乙類に入学。百目鬼恭三郎と知り合う。一学年上に同じく英文科へ進んだ綱淵謙錠（中央公論社編集者を経て作家）がいる。
1945年3月、召集（学徒動員）により山形の歩兵第32連隊に入営。8月15日の終戦は青森で迎え、9月に復学する。1947年3月、新潟高等学校 (旧制)を卒業。
1947年4月、東京大学文学部英文科に入学。指導教員は中野好夫、平井正穂で、主に現代イギリス文学を研究、ジェイムズ・ジョイスを知り大きな影響を受ける。1950年3月、卒業。卒業論文は「James Joyce」（英文）。4月、同大学院修士課程に進む。修士課程時代には小津次郎の紹介で、桐朋学園で英語教師としても勤務しており、当時の教え子には小澤征爾や高橋悠治がいた。1951年1月、東京都立北園高等学校講師（1954年3月まで）。

### 作家活動へ
1952年1月、篠田一士、菅野昭正、川村二郎らとともに季刊の同人誌『秩序』（白林社）を創刊。その第1号に短編小説「ゆがんだ太陽」を掲載した。また同誌2号から7号に初の長編小説『エホバの顔を避けて』を連載。4月、杉並区にある高千穂高等学校講師となる。5月にグレアム・グリーン『ブライトン・ロック』を『不良少年』邦題（筑摩書房）で処女出版した。以後英文学の翻訳刊行を多く行った。
1953年9月、國學院大學の専任講師となる。1954年の春まで、同人誌「現代評論」の同人仲間だった山口瞳が同大学の学生として在籍していた。1954年4月に助教授に昇進。ここで中野孝次らと知り合う。また、桐朋学園の非常勤講師となる。同年10月、東大英文科の同級生で演劇批評家の根村絢子と結婚。戸籍上は根村姓を継いだ。
1960年10月、『エホバの顔を避けて』を刊行。1961年1月、季刊『聲』第1号（鉢の木会の編集で丸善発行）に小説「うぐいす笛」発表。『東京新聞』1961年2月から1971年3月まで、時評「大波小波」を匿名で掲載。『文藝』1962年3月号から1963年7月号まで、時評「回転木馬」を匿名で掲載。1964年、ジェイムズ・ジョイス『ユリシーズ』を永川玲二、高松雄一と共訳・刊行（上・下）。1965年3月、國學院大學を退職。東京大学英文科非常勤講師として4月より2年間「ジェイムス・ジョイス」を講義。1965年7月5日付から1967年7月12日付まで毎月2回、『読売新聞』に「貝殻一平」の名前で「大衆文芸時評」を連載。『群像』1965年12月号から1969年1月号まで、時評「侃々諤々」を匿名で掲載。1966年7月、長編小説第2作『笹まくら』を、10月、評論集『梨のつぶて』を刊行（新仮名遣いを使用）。1967年、『笹まくら』で河出文化賞を受賞。『鐘』刊行。1968年3月『年の残り』発表、7月に同作品で第59回芥川賞受賞。

### 人気作家に
1972年4月、長編第3作『たった一人の反乱』を刊行し話題となる。12月、同作品で第8回谷崎潤一郎賞受賞。以後ほぼ10年に1作のペースで長編小説を刊行する。1973年4月、評論『後鳥羽院』を刊行し翌年読売文学賞受賞。これ以降の著作は歴史的仮名遣いを使用。1975年、「四畳半襖の下張事件」において、被告人野坂昭如の特別弁護人として出廷。1978年から日本文藝家協会理事、日本近代文学館理事。
ジョイス生誕100年の1982年にダブリンなどを旅行、8月に長編第4作『裏声で歌へ君が代』刊行。1984年4月から10月まで、東京大学文学部講師をつとめる。1985年、評論『忠臣蔵とは何か』を発表し、忠臣蔵における御霊信仰とカーニバル性について国文学者、諏訪春雄と論争を行う。同作品はこの年の野間文芸賞を受賞した。1988年、『樹影譚』で川端康成文学賞受賞。1991年、種田山頭火を扱った『横しぐれ』の英訳（デニス・キーン訳、『RAIN IN THE WIND』）がイギリスのインディペンデント外国小説賞特別賞受賞。
1993年1月、長編第5作『女ざかり』を刊行、ベストセラーとなる。翌年には吉永小百合主演で映画化。同年『紅葉全集』の編集委員の1人となる。1995年、鶴岡市名誉市民に推戴される。1998年、日本芸術院会員に選出。1999年、評論『新々百人一首』が刊行し翌年に大佛次郎賞受賞。
2003年11月、長編第6作『輝く日の宮』が第31回泉鏡花文学賞を受賞。2004年1月、2003年度朝日賞を受賞。2006年10月27日、文化功労者に選ばれる。2010年2月、ジェイムズ・ジョイスの『若い藝術家の肖像（改訳版）』が読売文学賞（研究・翻訳部門）を受賞。また2010年2月に胆嚢癌の手術を受け、退院後から翌年にかけて、最後の長編小説となった『持ち重りする薔薇の花』を執筆。その後はクリムト論の執筆を進めていた。また「中村真一郎の会」の会長も務める。2011年に文化勲章を受章し、11月3日の皇居での授与の際、受章者5名で最年長だったため、最初に勲章を受け取り「お礼言上」する役を勤めたが、その際に用意された文面を自分流に改稿して読み上げた。
2012年7月17日、山形県の名誉県民の称号が贈られる。2012年8月には「歴代の担当編集者を招く会」を開催。10月8日の桐朋学園音楽科60周年記念コンサートの祝賀会挨拶を控えた前日の10月7日、体調を崩し入院、同月13日に心不全のため東京都内の病院で死去。87歳没。桐朋学園の挨拶文はヴァイオリニストの堀伝が代読した。
夫妻の墓地は鎌倉霊園にあり、墓碑銘は岡野弘彦が生前に依頼されていた「玩亭墓」で、碑の裏には夫妻の略歴と「ぱさぱさと　股間につかふ　扇かな」（大岡信『新　折々の歌』所収）の句がある。没後『文藝春秋』12月号に小説「茶色い戦争ありました」が発表された。
叔母にデザイナーの笹原紀代がいる。野球が好きで、プロ野球は大洋ホエールズ時代からの横浜ベイスターズファンであった。

## 受賞一覧

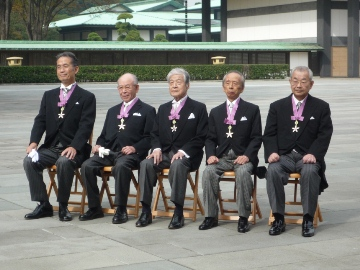
2011年11月3日、文化勲章親授式後の記念撮影にて沖縄科学技術研究基盤整備機構ユニット代表研究者柳田充弘（左端）、名城大学窒化物半導体基盤技術研究センターセンター長赤﨑勇（左から2人目）、日本芸術院会員大樋年朗（右から2人目）、東京大学名誉教授三谷太一郎（右端）と

- 河出文化賞 1967年 - 『笹まくら』により
- 芥川龍之介賞 1968年 - 『年の残り』により
- 谷崎潤一郎賞 1972年 - 『たった一人の反乱』により
- 読売文学賞 1974年 - 『後鳥羽院』により、2010年 - 『若い藝術家の肖像』新訳により
- 野間文芸賞 1985年 - 『忠臣蔵とは何か』により
- 川端康成文学賞 1988年 - 「樹影譚」により
- 芸術選奨 1990年 - 『光る源氏の物語』（大野晋との対談）により
- 大佛次郎賞 1999年 - 『新々百人一首』により
- 菊池寛賞 2001年
- 泉鏡花文学賞 2003年 - 『輝く日の宮』により
- 朝日賞 2004年 - 多年の文学的業績により
- 文化勲章 2011年

## 文学活動

### 小説と文体
初期からジェイムズ・ジョイスやマルセル・プルーストなどのモダニズム文学の影響を受けて、英国風の風俗性とユーモア、知的な味わいを重視し、近代日本の従来の私小説的な文学風土に対する強い批評意識のもとに、小説を書いてきた。芥川賞受賞直後の吉行淳之介との対談では「日本のいわゆる風俗小説ではなく、イギリス風の風俗小説。ぼくは、精神風俗を含めた意味での風俗を扱って、作品の具体性を増し、厚みのある小説を書きたいと思っている。同時代史というのかな。イギリスの小説家で言えば、グレアム・グリーンにしろ、アイリス・マードックにしろ、ジョイスだってそうだと思うんですが、みんな風俗小説的な骨格が通ってるんですよ」と述べている。また、長編小説に主力を注ぎ、本人も、周囲も、長編小説家と見なすことが多い。
『エホバの顔を避けて』は、本人も習作としている。旧約聖書の「ヨナ書」を基本的な枠組みにしたこの作品は、ジョイス『ユリシーズ』やトーマス・マン『ヨゼフとその兄弟』のような、20世紀文学の特徴である「神話的方法」を採用したもので、エホバとの関係を通して、圧倒的な権威によって抑圧され、そこから逃れようとする魂の状況を描いている。またジョイスの影響によって取り入れられた内的独白の手法は、長編第二作『笹まくら』において、より大きなかたちで完成を見ることになる。
『笹まくら』は、「十五年戦争中を徴兵忌避者としてすごした男が、戦争が終わって後もその過去が彼にさまざまな影響を与えつづける」という精神の様相を描いたもので、『エホバの顔を避けて』以来の主題、すなわち戦争の気持ち悪い実感を描き切った（鹿島茂に「『笹まくら』は戦争後遺症小説である」という言がある）。池澤夏樹は、作品の成功の一因は、主人公が逃亡中、どういう生活をしていたか、何をしていたか、細部にわたって書き込まれていることだと指摘している。山崎正和はこの作品を「戦後文学誌における事件」と評し、米原万里は「情景や登場人物たちの微妙な心理の綾やその空気までが伝わってくる。と同時に国家と個人というマクロな主題が全編を貫いている。」とその文章表現を評している。
『たった一人の反乱』に見られるユーモアは、ドストエフスキー初期の滑稽小説の影響によることを自身で語っている。『たった一人の反乱』の英訳版（1986年）についてアンソニー・バージェスは、この作品で扱われるユーモア、アイロニー、哲学的達観、寛容さなどに触れて、「この小説は英語を常用する国々に、現代の滑稽小説の優秀な作家の一人として、すなわち人間の内なる本質のあばき手として、世界に通用する一つの声として、彼の地位を確立させるに違いない」と評した。また三浦雅士は、登場人物の俗物性や不真面目さ、滑稽さを表現することで、読者の感情移入ではなく、批判、評価を促し、従来の日本文学の詩の魅力に近いものとは別の、散文の魅力を生んでいると評している。
音楽ではクラシック音楽、特にモーツァルト、ハイドン、及び弦楽四重奏を愛好し、その知識を活かした『持ち重りする薔薇の花』では、また小説の登場人物は職業における社会生活が語られるべきという、初期からの近代日本文学への批判を込めて書かれている。短篇小説では「単に長さが短い小説ではなくて、長篇小説とは異質の、短篇小説独特のおもしろさを読者に味ははわせたいと考えた」、また『樹影譚』について「そんな気持ちが最もあらはに出てゐる」「わたしの短篇小説の代表となる資格を持つてゐるはずだ」と述べている。文化勲章受章を祝う会の挨拶では、私小説反対の立場を貫き、村上春樹、池澤夏樹、辻原登など世界文学に通じる作家が現代日本文学の大勢となってきたことに貢献してきたと、授賞理由で初めて触れられたと述べた。
文芸雑誌などに発表する文章では、歴史的仮名遣い（ただし、漢字音については字音仮名遣を採用していない）を用いている。清水義範に『猿蟹合戦とは何か』（『国語入試問題必勝法』に収録）で『忠臣蔵とは何か』のパロディを書かれたこともあるが、丸谷は『国語入試問題必勝法』の文庫版に「解説」を寄せており、その中で清水の才能を認めながらも、同時に『猿蟹合戦とは何か』を評価できかねる気持ちを正直に告白し、複雑な心境をうかがわせた。また、フリーウェアの旧字旧仮名遣い変換辞書「丸谷君」の名は、丸谷才一に由来する。ジェローム・K・ジェローム『ボートの三人男』の翻訳における文体について井上ひさしは、「場面に応じてさまざまな文体を次々に繰り出すこの手管、しかも、それらをもう一つ高い次元で統一しくくっていく作業。ユーモア小説を創出するときに要求される、この二つの至難の事業が見事にここに完成をみている。」と評している。

### 批評
評論家としての丸谷の仕事は、新古今和歌集などの勅撰集をはじめとした詞華集（アンソロジー）の日本文学史上の位置づけにある。『日本文学史早わかり』で主張された、文学史の時代区分を、政治史とは別の、詞華集の扱い方で分けるという、詞華集中心の文学史論は、大岡信による紀貫之や菅原道真再評価とともに、同時代の文学に大きな刺激を与えた。これは後の『新々百人一首』につながった。また1960年代から石川淳や安東次男、大岡信、岡野弘彦、井上ひさしらと共に連句を行い始め、歌仙連句を文壇に復興させることにも貢献した。石川淳の後を受け、朝日新聞の1973年・1974年度の文芸時評（のち『雁のたより』で出版）を担当、文芸雑誌にこだわらない評価をくだした。日本におけるジョイス研究の第一人者として、訳書は度々新版刊行された。また純文学のみならず、ミステリー小説に関する評論も手がけている。
影響（励み）を受けた批評家として、中村真一郎、ミハイル・バフチン、山崎正和を挙げている。中村真一郎は、日本の自然主義に対して否定的で、従来の文学流派にとらわれない美学的観点、文学による文明への貢献の重視について学んだ。バフチンは、1974年に新谷敬三郎訳『ドストエフスキイ論』を紹介され、ポリフォニー理論と、カーニヴァル理論に共感したもので、『彼方へ』(1962)、『たった一人の反乱」(1972)でもポリフォニー的な手法が用いられていると三浦雅士に評され、カーニヴァル理論によって『忠臣蔵とは何か』を書いたと自身で述べている。『忠臣蔵とは何か』は、日本人に最も親しまれている文学は忠臣蔵の物語や芝居であるとして、その文学史上の位置付けを試みたもので、曽我兄弟の霊による源頼朝殺し、菅原道真の霊による醍醐帝殺しなどの御霊信仰の系統上に赤穂浪士の霊による徳川綱吉殺しを置き、また民俗学やジェームズ・フレイザーの考えを取り入れて、また勘平が「春の王」のよみがえりであって、忠臣蔵が古代からのカーニヴァル的な祭りの系譜にあることを主張している。
山崎正和は『不機嫌の時代』などによる近代日本文学への批判に共感しており、また丸谷作品の理解者でもあり、100回を超える対談を行なっており、1995年に対談100回を記念して『半日の客 一夜の友』を刊行した。また尊敬する人物として吉田健一を挙げており、1963年に東京創元社から『ポオ全集』の監修を依頼された時には吉田健一、福永武彦、佐伯彰一を推薦した。 中村真一郎については、「アプレ・ゲール」「全体小説」という新語の作者としても評価している

### 書評・他
戦後大学院生の頃に洋書の輸入が解禁になり、篠田一士とともにイギリスの雑誌『ニュー・ステイツマン』『サンデイ・タイムス』『オブザーヴァー』などを購読するようになって、書評欄の面白さに気づき、イギリスの書評が文学になっていることの衝撃を受ける。それは内容の紹介、本の評価、書評には文章を読む楽しみがそなわっていなくてはならないこと、批評性（これが最も重要なことと丸谷は考えていた）である。そして1970年から『朝日新聞』、次いで1972年から『週刊朝日』の書評、1977年から『文藝春秋』の「鼎談書評」も担当していたが、1991年に『東京人』誌で新聞の書評を批判したのが『毎日新聞』編集局長の斎藤明の目に止まり、毎日新聞が書評欄の大刷新を行った際（1992年）には同社の委嘱によって顧問に就任、企画段階から深くかかわり、書評を文芸の一つとして見なすべく主張し、毎日書評賞を発足させた、なお2010年に同顧問を退任した。書評の長さを四百字詰原稿用紙で3.5枚と5枚の二つに、リヴューアー（書評担当）の名前を大切にし、大きく出す。本の選択は編集会議など開かずに、リヴューアーがほんとうに扱いたい本を扱う。希望が重なったときは、先着順で公正を期し、全体に明るい雰囲気にするために、第1ページに和田誠のイラストを大きく使うなど、特色ある紙面づくりに大きく寄与した。『週刊朝日』では井上ひさしとともに『パロディ百人一首』の選者も務めた。
1961-63年には『エラリー・クイーンズ・ミステリ・マガジン』で福永武彦、中村真一郎の後任で探偵小説批評「マイ・スィン」を連載。英文学の伝統の延長線としてのミステリ作品批評を行い、またレイモンド・チャンドラー『プレイバック』での主人公フィリップ・マーロウの台詞「しっかりしていなかったら、生きていられない。優しくなれなかったら、生きている資格がない」を紹介し、これがのちに「強くなければ生きていけない」「タフでなければ生きていけない」などとして有名になって、映画『野性の証明』(1978年)の宣伝コピーにも使われた。 杉本秀太郎と京都円山公園のしだれ桜の花見に行った時のことを書いたエッセイ「桜と御廟」では、「宵桜」という言葉を生み出した。エッセイ「書店に必要なもの」で、書店ではロッカーを置いてはどうかと書いたところ、八重洲ブックセンターではこれを取り入れて「丸谷さんロッカー」を置くようになった。連載エッセイの挿絵や、エッセイ本のカバー挿絵などでも、その多くを和田誠が担当している。
芥川賞（1978年第79回から1985年第93回まで。1990年第103回から1997年第118回まで）、谷崎潤一郎賞（1978年第14回から2005年第41回まで）や読売文学賞（1981年度第33回から2004年度第56回まで）、野間文芸賞（1988年第41回から1993年第46回まで）、文学界新人賞（1970年下期第31回から1975年上期第40回まで）、中央公論新人賞（1975年再開第1回から1994年第20回まで）、群像新人文学賞（1978年第21回から1980年第23回まで）、講談社エッセイ賞（1991年第7回から1997年第13回まで）、毎日書評賞（丸谷の提案で創設。第1回から2010年第8回まで）、朝日新人文学賞（朝日新聞社。1989年から1993年まで）、文の甲子園（文藝春秋。1991年から1997年まで）などの選考委員を長年にわたり務めた。
村上春樹の才能を早くから見いだし、村上のデビュー作『風の歌を聴け』を群像新人文学賞において激賞。また受賞しなかったが、芥川賞選考においても村上を強く推した

。丸谷は生前に村上のノーベル文学賞の受賞祝辞を用意しており、村上が弔問に行った時にこの幻の原稿を息子さんから見せられた。
桐朋学園に教師として在籍したことがあるという経緯もあって、音楽評論家の吉田秀和の批評眼や、さまざまな業績と日本音楽会への貢献などを高く評価している。吉田秀和の『ソロモンの歌』『調和の幻想』『このディスクがいい＊25選』などの書評を発表し、吉田の文化勲章を祝う会の祝辞で「彼は一時代を導いて、自分のものの考へ方と趣味を文明全体に、文明の重要な部分に浸透させた」と述べ、没時のコメントでは「戦後日本の音楽は吉田秀和の作品である。もし彼がゐなかったら、われわれの音楽文化はずっと貧しく低いものになってゐたろう。」、「文藝評論家をも含めての近代日本批評家全体のなかで、中身のある、程度の高いことを、吉田さん以上に上質で品のいい、そしてわかりやすい文章で表現できた人は、他に誰かゐるでせうか」等と評した。一方自身の文化勲章受賞を祝ふ会では吉田が丸谷の『持ち重りする薔薇の花』について「音楽の微妙なところをとらへてゐる」等と評したことに、「私を有頂天にさせた」と語っている。

## 著書

### 小説
| 作品名               | 種類   | 出版社       | 出版年月日     | 初出・書誌情報 |
| -------------------- | ------ | ------------ | -------------- | --- |
| エホバの顔を避けて   | 長編   | 河出書房新社 | 1960年10月10日 | 『秩序』第2号（1952年10月25日）～第7号（1960年7月1日）掲載。中公文庫（1978年、改版1994年）、新版・河出書房新社（2013年2月） |
| 笹まくら             | 長編   | 河出書房新社 | 1966年7月20日  | 講談社文庫（1973年）、新潮文庫（1974年）                                                                                    |
| にぎやかな街で       | 作品集 | 文藝春秋     | 1968年3月10日  | 収録作品は「にぎやかな街で」「贈り物」「秘密」。文春文庫（1983年）                                                          |
| 年の残り             | 作品集 | 文藝春秋     | 1968年9月15日  | 収録作品は「年の残り」「川のない街で」「男ざかり」「思想と無思想の間」。文春文庫（1975年）                                  |
| たった一人の反乱     | 長編   | 講談社       | 1972年4月20日  | 講談社文庫（上下、1982年）、新版・講談社文芸文庫（1997年）                                                                  |
| 彼方へ               | 長編   | 河出書房新社 | 1973年9月29日  | 『文藝』1962年10月号掲載。集英社文庫（1977年）、新版・河出書房新社（2013年9月）                                             |
| 横しぐれ             | 作品集 | 講談社       | 1975年3月8日   | 収録作品は「横しぐれ」「だらだら坂」「中年」「初旅」。講談社文庫（1978年）、講談社文芸文庫（1990年）                        |
| 裏声で歌へ君が代     | 長編   | 新潮社       | 1982年8月25日  | 新潮文庫（1990年）、小学館（上下、2024年、電子書籍も刊）                                                                    |
| 樹影譚               | 作品集 | 文藝春秋     | 1988年8月1日   | 収録作品は「鈍感な青年」「樹影譚」「夢を買ひます」。文春文庫（1991年）                                                      |
| 女ざかり             | 長編   | 文藝春秋     | 1993年1月10日  | 文春文庫（1986年） |
| 輝く日の宮           | 長編   | 講談社       | 2003年6月10日  | 講談社文庫（2006年） |
| 持ち重りする薔薇の花 | 長編   | 新潮社       | 2011年10月25日 | 『新潮』2011年10月号掲載。新潮文庫（2015年4月）                                                                             |

単行本未収録・短編作品
- 「うぐいす笛」 『聲』1961年第1号、丸善（『丸谷才一全集 6』）
- 「花田の帯」『秩序』1962年第10号、文学グループ秩序（『丸谷才一全集 6』）
- 「薔薇」『芸術生活』1962年8月号、芸術生活社
- 「夢の契り」『芸術生活』1963年5月号、芸術生活社
- 「墨いろの月」『文藝春秋』1990年1月号（『丸谷才一全集 5』）
- 「今は何時ですか？」『新潮』1990年2月号（『丸谷才一全集 5』）
- 「おしゃべりな幽霊」 『文学界』1994年6月号（『丸谷才一全集 5』）
- 「茶色い戦争ありました」『文藝春秋』2012年12月号（『丸谷才一全集 5』）

### 評論・随筆
- 『梨のつぶて　丸谷才一文芸評論集』 晶文社、1966 新版1979
- 『女性対男性』 文藝春秋、1970 のち文庫
- 『大きなお世話』 朝日新聞社、1971 のち文春文庫
- 『後鳥羽院　日本詩人選』 筑摩書房、1973
- 『日本語のために』 新潮社、1974 のち文庫・新版 2011.3
- 『月夜の晩　ユーモアエッセイ集』 番町書房、1974
- 『食通知つたかぶり』 文藝春秋、1975 のち文庫、中公文庫 2010.2
- 『星めがね』 集英社、1975
- 『雁のたより』 朝日新聞社、1975 のち文庫（文芸時評）
- 『悠々鬱々』 毎日新聞社〈現代の視界1〉、1975
- 『男のポケット』 新潮社、1976 のち文庫
- 『遊び時間』 大和書房、1976 のち中公文庫（評論・書評集）
- 『低空飛行』 新潮社、1977 のち文庫
- 『文章読本』 中央公論社、1977 のち文庫・改版 1995
- 『日本文学史早わかり』 講談社、1978 のち文庫、同文芸文庫（評論集）
- 『コロンブスの卵』 筑摩書房、1979 のち文庫（第二文芸評論集）
- 『遊び時間 2』 大和書房、1980 のち中公文庫（評論集）
- 『好きな背広』 文藝春秋、1983 のち文庫
- 『夜明けのおやすみ』 朝日新聞社〈現代のエッセイ〉、1984
- 『遊び時間 3』 大和書房、1984、改題「ウナギと山芋」中公文庫 1995（書評集）
- 『忠臣蔵とは何か』 講談社、1984 のち文芸文庫
- 『みみづくの夢』 中央公論社、1985 のち文庫（第三文芸評論集）
- 『挨拶はむづかしい』 朝日新聞社、1985 のち文庫・新版『合本 挨拶はたいへんだ』 2013.9
- 『桜もさよならも日本語』 新潮社、1986 のち文庫（一部「完本 日本語～」に収む）
- 『6月16日の花火』 岩波書店、1986（ジョイス論）
- 『犬だつて散歩する』 講談社、1986 のち文庫
- 『夜中の乾杯』 文藝春秋、1987 のち文庫
- 『鳥の歌』 福武書店、1987 のち文庫
- 『男ごころ』 新潮社、1989 のち文庫（評論・書評集）
- 『猫だつて夢を見る』 文藝春秋、1989 のち文庫
- 『山といへば川』 マガジンハウス、1991、中公文庫 1995（書評集）
- 『軽いつづら』 新潮社、1993 のち文庫
- 『青い雨傘』 文藝春秋、1995 のち文庫
- 『木星とシャーベット』 マガジンハウス、1995 （書評・評論集）
- 『七十句』 立風書房、1995、『七十句　八十八句』講談社文芸文庫 2017
- 『恋と女の日本文学』 講談社、1996 のち文庫（評論集）
- 『どこ吹く風』 講談社、1997
- 『男もの女もの』 文藝春秋、1998 のち文庫
- 『新々百人一首』 新潮社、1999　ISBN 978-4103206071
新潮文庫（上・下） 2004　ISBN 978-4101169095・ISBN 978-4101169101
- 『闊歩する漱石』 講談社、2000 のち文庫
- 『挨拶はたいへんだ』 朝日新聞社、2001、新版『合本 挨拶はたいへんだ』朝日文庫 2013.9
- 『花火屋の大将』 文藝春秋、2002 のち文庫
- 『絵具屋の女房』 文藝春秋、2003 のち文庫
- 『ゴシップ的日本語論』 文藝春秋、2004 のち文庫
- 『猫のつもりが虎』 マガジンハウス、2004 のち文春文庫
- 『後鳥羽院　第二版』 筑摩書房、2004、ちくま学芸文庫 2013.3
- 『綾とりで天の川』 文藝春秋、2005 のち文庫
- 『いろんな色のインクで』 マガジンハウス、2005（書評集）
- 『双六で東海道』 文藝春秋、2006　のち文庫 2010.12
- 『袖のボタン』 朝日新聞社、2007　のち文庫 2011.3
- 『蝶々は誰からの手紙』 マガジンハウス、2008（書評・評論集）
- 『月とメロン』 文藝春秋、2008　のち文庫 2011.8
- 『人形のBWH』 文藝春秋、2009　のち文庫 2012.5
- 『人間的なアルファベット』 講談社、2010　のち文庫 2013.3
- 『あいさつは一仕事』 朝日新聞出版、2010　のち文庫 2013.4
- 『星のあひびき』 集英社、2010　のち文庫 2013.9（書評・評論集）
- 『樹液そして果実』 集英社、2011.7 (評論集)
- 『人魚はア・カペラで歌ふ』 文藝春秋、2012.1
- 『快楽としての読書 海外篇』 ちくま文庫、2012.4（書評集：新編再刊）
- 『快楽としての読書 日本篇』 ちくま文庫、2012.4。同上
- 『快楽としてのミステリー』 ちくま文庫、2012.11。同上
- 『無地のネクタイ』 岩波書店、2013.2。解説池澤夏樹
- 『恋と日本文学と本居宣長／女の救はれ』 講談社文芸文庫、2013.4（文芸評論・新編再刊）
- 『別れの挨拶』 集英社、2013.10　のち文庫 2017.3（書評・評論集）
- 『丸谷才一エッセイ傑作選1　腹を抱へる』文春文庫、2015.1
- 『丸谷才一エッセイ傑作選2　膝を打つ』文春文庫、2015.2

### 作品集
- 『新鋭作家叢書　丸谷才一集』河出書房新社、1972 -『笹まくら』・『贈り物』・『「笹まくら」創作ノート』
- 『新潮現代文学63　丸谷才一』新潮社、1979 - 『笹まくら』・『年の残り』・『思想と無思想の間』・『横しぐれ』
- 『丸谷才一批評集』文藝春秋（全6巻）、1995-1996
  1. 日本文学史の試み
  2. 源氏そして新古今
  3. 芝居は忠臣蔵
  4. 近代小説のために
  5. 同時代の作家たち
  6. 日本語で生きる
- 『丸谷才一全集』文藝春秋（全12巻）、2013-2014
  1. 「エホバの顔を避けて」ほか
  2. 「年の残り」、「笹まくら」ほか
  3. 「たった一人の反乱」ほか
  4. 「裏声で歌へ君が代」ほか
  5. 「女ざかり」ほか
  6. 「輝く日の宮」ほか
  7. 王朝和歌と日本文学史
  8. 御霊信仰と祝祭
  9. 夏目漱石と近代文学
  10. 同時代の文学
  11. ジョイスと海外文学
  12. 選評、時評、その他

### 対談（複数名）
- 対談集『古典それから現代』構想社、1978
- 対談集『言葉あるいは日本語』構想社、1979
- 対談集『冗談そして閑談』青土社、1983
- 対談集『日本語そして言葉』集英社、1984
- 対談集『文学ときどき酒』集英社、1985、中公文庫、2011

吉田健一、河盛好蔵、石川淳、谷崎松子、里見弴、河上徹太郎
円地文子、大岡信、篠田一士・ドナルド・キーン、清水徹・高橋康也
- 対談集『世紀末そして忠臣蔵』立風書房、1987
- 対談集『歓談そして空論』立風書房、1991
- 対談集『大いに盛りあがる』立風書房、1997
- 対談集『おつとりと論じよう』文藝春秋、2005

### 対談（山崎正和・大野晋）
- 『雑談 歴史と人物』 中央公論社、1976。山崎および専門家との座談
- 『鼎談書評』 山崎正和・木村尚三郎と 文藝春秋、1979
- 『鼎談書評－三人で本を読む』 山崎・木村と 文藝春秋、1985
- 『鼎談書評－固い本やわらかい本』 山崎・木村と 文藝春秋、1986
- 『日本の町』 山崎と、文藝春秋、1987 のち文庫
- 『日本語で一番大事なもの』 大野晋と、中央公論社、1987、中公文庫 1990 改版2016
- 『見わたせば柳さくら』 山崎と、中央公論社、1988 のち文庫
- 『光る源氏の物語』（上・下）、大野晋と、中央公論社、1989、中公文庫 1994
- 『半日の客 一夜の友』 山崎と、文藝春秋、1995 のち文庫
- 『二十世紀を読む』 山崎と、中央公論社、1996 のち文庫
- 『日本史を読む』 山崎と、中央公論社、1998 のち文庫
- 『日本語の21世紀のために』 山崎と、文春新書、2002

### ジャーナリズム大批判シリーズ
- 『丸谷才一と16人の東京ジャーナリズム大批判』青土社、1989
- 『丸谷才一と16人の世紀末ジャーナリズム大批判』青土社、1990
- 『丸谷才一と17人の90年代ジャーナリズム大批判』青土社、1993
- 『丸谷才一と17人のちかごろジャーナリズム大批判』青土社、1994
- 『丸谷才一と21人のもうすぐ21世紀ジャーナリズム大合評』都市出版、1998
- 『丸谷才一と22人の千年紀ジャーナリズム大合評』都市出版、2001

### 共著・編著ほか
- 『深夜の散歩』福永武彦・中村真一郎、早川書房、1963
（丸谷分「マイ・スィン」は『エラリー・クイーンズ・ミステリ・マガジン』1961年10月-1963年6月連載）
  - 各・改訂版、講談社文庫 1981、ハヤカワ文庫 1997、創元推理文庫 2019
- 編『ジェイムズ・ジョイス』早川書房、1974、新版1992
- 編『四畳半襖の下張裁判・全記録』朝日新聞社 上下、1976
  - 『作家の証言：四畳半襖の下張裁判』朝日選書、1979／完全版・中央公論新社、2023
- 編『ポケットの本机の本』新潮社〈楽しみと冒険〉、1979
- 編『百人一首』河出書房新社、1979、新版1983
- 編『花柳小説名作選』集英社文庫、1980
  - 『丸谷才一編・花柳小説傑作選』講談社文芸文庫、2013
- 『歌仙』石川淳・大岡信・安東次男、青土社、1981
- 編『探偵たちよスパイたちよ』集英社、1981
- 編『国語改革を批判する』中央公論社〈日本語の世界16〉、1983、中公文庫 1999
- 編『新著百選』伊東光晴選、朝日新聞社、1983
- 『男の風俗・男の酒』山口瞳、TBSブリタニカ、1984
- 編『花のパロディ大全集』、『星の―』、『月の―』 井上ひさし選、朝日文庫 1984
- 編『遊びなのか学問か』新潮社〈エッセイ おとなの時間〉、1985
- 編『言論は日本を動かす』講談社（全10巻）、1985-86
編集委員 - 解説担当は、第9巻 文明を批評する、第10巻 風俗を変革する
- 編『恋文から論文まで』福武書店〈日本語で生きる3〉、1987
- 『浅酌歌仙』石川淳・大岡信・安東次男・杉本秀太郎、集英社、1988
- 編『やまとことば』河出書房新社〈ことば読本〉、1989
- 『とくとく歌仙』井上ひさし・大岡信・高橋治、文藝春秋、1991
- 『近代日本の百冊を選ぶ』伊東光晴・大岡信・森毅・山崎正和 選、講談社、1994
- 『丸谷才一 不思議な文学史を生きる』 文藝春秋、1994。対談・インタビュー、新井敏記編
- 編『私の選んだ文庫ベスト3』 毎日新聞社、1995、ハヤカワ文庫 1997
- 編『丸谷才一の日本語相談』 朝日文芸文庫、1995、朝日新聞社 2002
- 『女の小説』和田誠、光文社、1998、光文社文庫 2001
- 編『本読みの達人が選んだ「この3冊」』 毎日新聞社、1998
- 『思考のレッスン』 文藝春秋、1999、文春文庫 2002
聞き手湯川豊 - 文藝春秋のPR誌『本の話』1998年5月-1999年3月に連載
- 『ロンドンで本を読む』マガジンハウス、2001、光文社知恵の森文庫 2007
訳者代表 - 編・解説、ロンドンが発行元の新聞雑誌の書評集を集めたもの。文庫は抜粋版
- 『千年紀のベスト100作品を選ぶ』三浦雅士・鹿島茂 選、講談社、2001、光文社知恵の森文庫 2007
- 『すばる歌仙』大岡信・岡野弘彦、集英社、2005
- 『文学全集を立ちあげる』三浦雅士・鹿島茂、文藝春秋、2006、文春文庫 2010
- 『歌仙の愉しみ』大岡信・岡野弘彦、岩波新書、2008
- 『文学のレッスン』 聞き手湯川豊。新潮社、2010、新潮文庫 2013、新潮選書 2017
- 『毎日新聞 「今週の本棚」20年名作選』池澤夏樹共編、毎日新聞社（全3巻）、2012.5‐2012.11

### 訳書
- グレアム・グリーン『不良少年（ブライトン・ロック）』筑摩書房 1952、のち「全集6」早川書房、ハヤカワ文庫 2006
- ナセニエル・ウェスト『孤独な娘』ダヴィッド社 1955、のち集英社・筑摩書房「世界文学全集」、岩波文庫 2013（解説冨山太佳夫）
- グレアム・グリーン『負けた者がみな貰う』筑摩書房 1956、のち「全集11」早川書房、ハヤカワ文庫 2004
- グレアム・グリーン『ここは戦場だ』書肆パトリア 1958、のち「全集3」早川書房
- クリストファー・ランドン『日時計』東京創元社クライム・クラブ 1958、創元推理文庫 1982、改版2014
- コリン・ウィルソン『敗北の時代』新潮社 1959、新版1971
- ジェローム・K・ジェローム『ボートの三人男』筑摩書房（世界ユーモア文学全集）1961／中公文庫 1976、改版2010
- エドガー・アラン・ポー『モルグ街の殺人』中央公論社（世界推理小説名作選）1963
  - 『ポー名作集』中公文庫 1973、改版2010、全8編[54]
- ジェイムズ・ジョイス『ユリシーズ』高松雄一・永川玲二共訳、河出書房新社「世界文学全集」全2巻、1964
  - 改訳版『ユリシーズ』 集英社（全3巻） 1996‐1997、集英社文庫（全4巻） 2003
- ブリジッド・ブローフィ『雪の舞踏会』河出書房新社（人間の文学） 1966、大和書房 1989、中公文庫 2010
- ユードラ・ウェルティ『デルタの結婚式』中央公論社（世界の文学 第51巻）1967
- ストウ夫人『少年少女世界の文学 アンクル・トムの小屋』河出書房新社 1967、新版1993ほか
- アイリス・マードック『鐘』集英社 (現代の世界文学)  1969 のち新版、集英社文庫 1977
  - マードック『何か特別なもの』 集英社（『イギリス短篇24』）1972、新版1980
- メアリー・スチュアート『この荒々しい魔術』筑摩書房〈世界ロマン文庫〉1969、新版1977
- アラン・シリトー『長距離走者の孤独』河野一郎共訳、集英社（現代の世界文学）1969 のち新版／集英社文庫 1977／新潮文庫 改版2014
- ジェイムズ・ジョイス『若い芸術家の肖像』講談社（世界文学全集）1969、新版1974／講談社文庫 1977／新潮文庫 1994
  - 改訳版『若い藝術家の肖像』集英社 2009、集英社文庫 2014
- ジェイムズ・ジョイス『猫と悪魔』小学館 1976。歴史的仮名づかひの絵本
- テッド・ヒューズ『ネス湖のネッシー大あばれ』小学館 1980。歴史的仮名づかひの絵本
- ジェイムズ・ジョイス『ジアコモ・ジョイス』集英社 1985。豪華本、池田満寿夫・画

### 編集委員となった「全集」ほか
- 世界批評大系 全7巻　1974年～1975年　筑摩書房
- 吉田健一著作集 全30巻＋別巻2　1978年～1981年　集英社
- 楽しみと冒険 全10巻　1979年～1980年　新潮社
- 日本語の世界 全16巻　1980年～1986年　中央公論社
- 現代日本のユーモア文学 全6巻　1980年～1981年　立風書房
- エッセイおとなの時間 全11巻　1985年～1887年　新潮社
- 言論は日本を動かす 全10巻　1985年～1986年　講談社
- 紅葉全集 全12巻＋別巻1　1993年～1995年　岩波書店
- 定本佐藤春夫全集 全36巻＋別巻2　1998年～2001年　臨川書店
- 須賀敦子全集 全8巻　2000年　河出書房新社

### 外国語訳
- デニス・キーン英訳 Singular Rebellion, 1986年（『たった一人の反乱』）
- デニス・キーン英訳 Rain in the Wind, 1990年（「ダラダラ坂」「夢を買ひます」「樹影譚」「横しぐれ」）
- カトリーヌ・アンスロ仏訳 Rébellions solitaires, 1991年（『たった一人の反乱』）
- オード・フィエシ仏訳  L'Ombre des arbres, 1993年（「樹影譚」「横しぐれ」）
- デニス・キーン英訳 A Mature Woman, 1995年（『女ざかり』）
- 方明生中国語訳『樹影譚 丸谷才一小説集』上海文化出版社 2010年（「樹影譚」「中年」「ダラダラ坂」「初旅」「鈍感な青年」「横しぐれ」「年の残り」収録）

## エピソード
- 友人の井上、文芸評論家の向井敏、評論家の豊田泰光と共に東京ドームで野球観戦をしたこともあった[22]。Jリーグが開幕した際には「どうしてプロ野球とJリーグの日程が重ならないようにしないのかね。春から秋がプロ野球で、秋からJリーグがスタートすれば両方楽しめるじゃない」と言ったこともあったほか、1998年に横浜が日本一になった時は、大変な喜びようで、豊田に「豊田君、僕をテレビに出してくれない?」と言った[22]。
- 秋山登は解説者としては当初非常に口下手で冴えなかったが、ある時点から別人のように上手くなった。丸谷は話し方の専門家の指導を受けて猛特訓したのではないかとの推測と共に賞賛している[55]。

## 作家・作品論
- 『SWITCH』スイッチ・コーポレーション、1993年5月号（丸谷才一特集）
- 『群像日本の作家 25　丸谷才一』小学館、1997年
- ソーントン不破直子『戸籍の謎と丸谷才一』春風社、2013年
- 『追悼総特集 丸谷才一　古典と外文と作家・批評家』河出書房新社〈夢ムック〉、2014年2月
- 菅野昭正編[56]『書物の達人　丸谷才一』 集英社新書、2014年6月
- 湯川豊『丸谷才一を読む』 朝日選書、2016年6月